# اندیس تلور
تلور یک اندیس غیرفلزی است که در حوالی شهر دهلران استان ایلام قرار دارد و مادهٔ معدنی موجود در آن، بیتومن است.سنگ میزبان این اندیس سنگ گچ است  